# Lista de rios da França

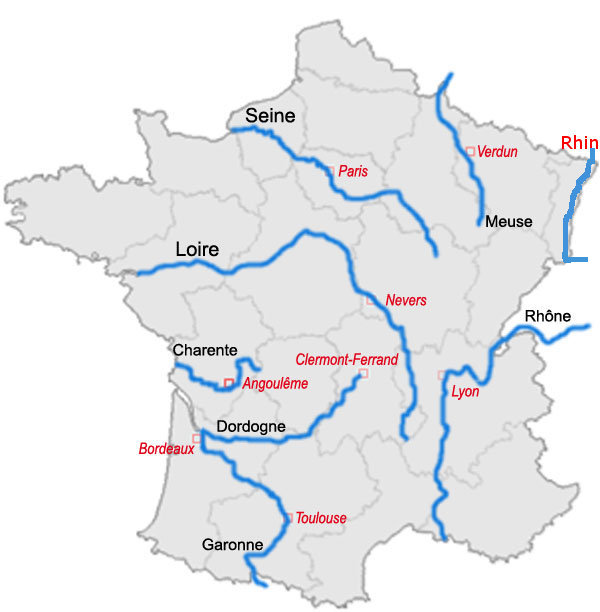
Principais rios da França

Esta é uma lista de rios que estão, pelo menos parcialmente, na França. Os rios que deságuam no mar são classificados ao longo da costa. Os rios que deságuam em outros rios são listados pelos rios em que deságuam. Alguns rios (por exemplo, Sûre/Sauer) não atravessam a França, mas são mencionados por terem afluentes franceses. Para maior clareza, apenas são mostrados rios com extensão superior a 50 km (ou com afluentes mais longos).

### A
- Rio Aron (Loire)
- Rio Arroux
- Rio Arve
- Rio Arz
- Rio Asse
- Aubetin
- Aulne
- Rio Aure
- Auroue
- Avre (Eure)
- Avre (Somme)

### B
- Rio Blaise (Marne)
- Bandiat
- Rio Bar
- Barguelonne
- Rio Beauronne (Les Lèches)
- Rio Benaize
- Besbre
- Beuvron (Loire)
- Rio Blavet
- Bléone
- Bonnieure
- Bouble
- Bourbince
- Boutonne
- Bouzanne

### C
- Rio Chassezac
- Célé
- Céou
- Chalaronne
- Charentonne
- Chavanon
- Rio Clarence

### L
- Rio Loue (Isle)
- Laïta
- Rio Lay
- Lizonne
- Lunain

### M
- Rupt de Mad
- Madon
- Rio Moder
- Sâne Morte

### O
- Orne (Moselle)
- Othain
- Ouche
- Ource
- Ourcq

### P
- Paillon
- Petit Morin
- Petite Creuse
- Po (rio)

### R
- Rio Reins
- Rère
- Roya

### S
- Rio Salleron
- Rio Sauer (França)
- Sauldre
- Rio Saulx
- Rio Scarpe
- Sée
- Seille (Moselle)
- Semois
- Séoune
- Serein
- Seugne
- Rio Sèvre Nantaise
- Smagne
- Rio Sormonne
- Rio Suippe

### T
- Tardoire
- Thouaret
- Rio Tinée
- Rio Touques
- Triouzoune
- Truyère

### V
- Vauvise
- Rio Vègre
- Verzée
- Vesle
- Rio Vire
- Rio Vis
- Rio Voire